# Sticherus flagellaris
Sticherus flagellaris är en ormbunkeart. Sticherus flagellaris ingår i släktet Sticherus och familjen Gleicheniaceae.

## Underarter
Arten delas in i följande underarter:
- S. f. flagellaris
- S. f. tomentosus